# Smith Peaks
Die Smith Peaks sind eine Gruppe von hohen Berggipfeln in den Framnes Mountains im ostantarktischen Mac-Robertson-Land. Sie ragen in der David Range unmittelbar südlich des Mount Hordern auf. 
Norwegische Kartografen kartierten sie anhand von Luftaufnahmen, die bei der Lars-Christensen-Expedition 1936/37 entstanden. Eine neuerliche Kartierung erfolgte bei von 1957 bis 1960 durchgeführten Kampagnen im Rahmen der Australian National Antarctic Research Expeditions. Das Antarctic Names Committee of Australia (ANCA) benannte sie 1959 nach Frank Aswell Smith (* 1920), Dieselmotormechaniker auf der Mawson-Station im Jahr 1958.